# Muchovník oválný

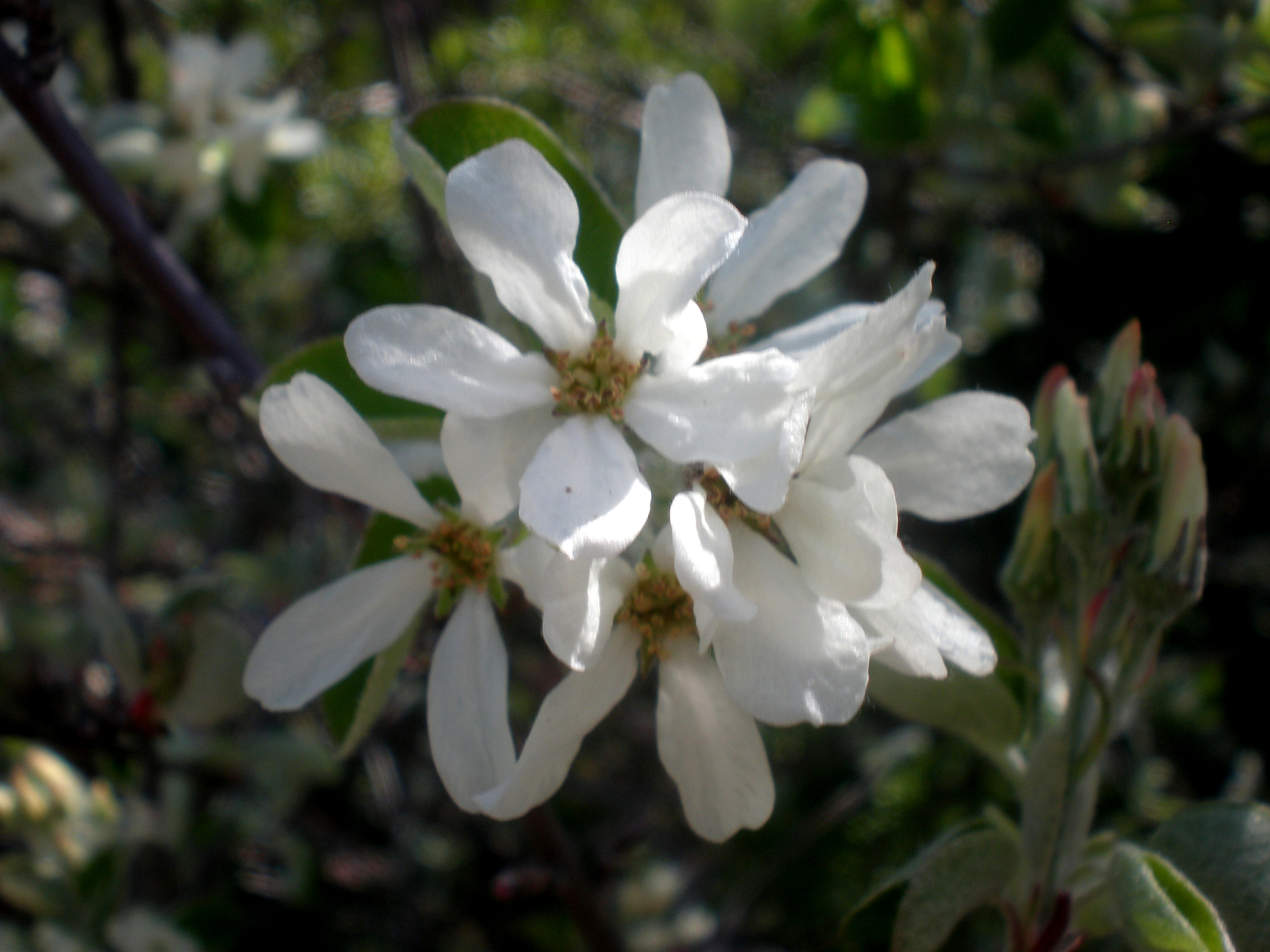
Květy

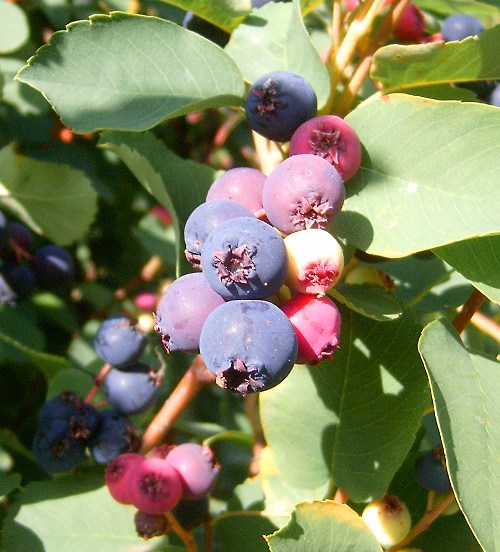
Plody

Muchovník oválný (Amelanchier ovalis) je okolo 2 metrů vysoký opadavý keř, kvetoucí v letních měsících bílými květy. Je jediným druhem rodu muchovník, který pochází z Evropy, ostatní v Evropě rostoucí muchovníky jsou dovezené ze Severní Ameriky. Je dlouhodobě původním druhem na Slovensku, kde volně roste v Karpatech, ale ne v přírodě České republice. V Česku je považován za velmi řídce pěstovanou dřevinu, která do volné přírody dosud nezplaněla.
Je rozšířen ze severu Evropy až po Středomoří, včetně severozápadní Afriky a dále se vyskytuje od Španělska na západě po oblast Kavkazu a území jihozápadní Asie na východě.

## Ekologie
Rostlina preferující světlá stanoviště na suché, často kamenité, štěrkovité půdě na vápencích, dolomitech i andezitech, většinou na strmých svazích s jižní expozicí. Roste také ve světlých listnatých lesích, na otevřených mýtinách v jehličnatých lesích či po jejich okrajích, ve skalních křovinách, obvykle na kamenitých stanovištích. Jen řídce se vyskytuje v nížinách a většinou si vybírá k růstu propustné skeletové půdy nebo místa na odkrytých skalních výchozech.
Dřevina je odolná proti mrazu i suchu, začíná kvést v době rašení listů, obvykle v dubnu a květnu a její plody dozrávají v červenci a srpnu. V pohoří Kavkaz je známa většinou z nadmořských výšek 600 až 1100 m n. m., na Slovensku roste v 1300 m ve Velké Fatře. Počet chromozomů má 2n = 34 nebo 68, vyskytuje se jako diploidní nebo tetraploidní jedinec.

## Popis
Keř vysoký 2 až 3 m s tenkými, obvykle do 5 cm hrubými kmínky, které jsou z počátku vzpřímené a později rozložité až převislé, někdy i poléhavé. Opadavá dřevina s houževnatými, hluboko sahajícími kořeny nemívá příliš pravidelný kompaktní tvar. Letorosty jsou zpočátku jemně chlupaté a později olysalé a hladké, kůru mají v prvém roce světle hnědou až červenavě hnědou a roztroušeně pokrytou podlouhle eliptickými lenticelami. Pupeny jsou vejčitého tvaru, na vrcholu špičaté, načervenalé až hnědé, dlouhé 5 až 10 mm, do 4 mm široké a jejich šupiny bývají porostlé dlouhými chlupy.
Listy s 0,5 až 1,5 cm dlouhým řapíkem jsou jednoduché, celistvé, čepel mají eliptickou či obvejčitou, 2 až 5 cm dlouhou a 1,5 až 3,5 cm širokou, na bázi okrouhlou a na vrcholu zaokrouhlenou nebo mělce vykrojenou a s nasazenou kratičkou špičkou, po okraji bývá zejména v horní části ostře pilovitá. Čepel je pevná, na líci lysá a světle až olivově zelené, na rubu řídce plstnatá a světle namodralá až světle zelená či bělavá, po obou stranách má zpeřenou žilnatinu se sedmi až deseti páry postranních žilek. Palisty jsou podlouhle až čárkovité, nejvýše 10 mm dlouhé a 1 mm široké, barvu mají nahnědlou či načervenalou a brzy opadávají. Před podzimním opadem se listy zbarvují žlutě, vzácně červenavě.
Květy jsou velké 2 až 4 cm, slabě voní a v počtu pěti až deseti vytvářejí vztyčená hroznovitá květenství 3 až 5 cm dlouhá. Osy květenství, stejně jako 0,5 až 2 cm dlouhé stopky květů, jsou v době kvetení vlnatě plstnaté, jejich spodní vínově červené listeny jsou vytrvalé. Květy jsou oboupohlavné, pětičetné a češuli mají 4 mm širokou. Chlupaté lístky vytrvalého, zvonkovitého kalichu jsou asi 3 mm velké, špičaté a mají podlouhle trojúhelníkovitý tvar. Volné korunní lístky jsou bílé a v horní části slabě narůžovělé, 10 až 15 mm dlouhé, úzce obvejčité nebo úzce kopinaté a na spodní straně chlupaté. V květu je dvacet tyčinek 2 mm dlouhých a dvě až pět velmi krátkých čnělek nevyčnívajících z češule, spodní semeník je vytvořený z pětičetného gynecea. Květy jsou opylovány hmyzem, nejčastěji včelami.
Plody jsou dužnaté, nepukavé malvice vyrůstající na vzpřímených, asi 2 cm dlouhých stopkách. Jsou kulovité, do 1 cm velké, nejdříve červenofialové a ve zralosti téměř černá a ojíněné. Zralé jsou šťavnaté a sladké, chutnají po jablkách, jádřinec je měkký a od zbylého mezokarpu sotva odlišitelný; semenná pouzdra mají blanité přihrádky. Malvice mají na vrcholu zaschlé kališní lístky a obsahují čtyři až deset měkkých, poměrně velkých, asi 5 mm dlouhých, tmavě hnědých, eliptických semen. Po dozrání plody brzy opadávají. Semena jsou roznášená ptáky konzumující již dozrávající plody, stejně jako drobnými zvířaty živící se přezralými, na zem spadlými.

## Rozmnožování
Keře vypouštějí kořenové odnože, jež jsou ve volné přírodě často příčinou neuspořádané jednodruhové kolonie a lze je také s úspěchem využívat při rozmnožování. Jedinci vypěstování z těchto odnoží kvetou a plodí o několik roků dříve než ti vyrostlí ze semen, která musí projít jarovizací a mají nestejně dlouhou dormanci. Na trvalá stanoviště se doporučuje vysazovat semenáče starší dvou let, neboť jen velmi pomalu vytvářejí kořeny.

## Variabilita
V rámci druhu muchovník oválný jsou rozeznávány dva poddruhy:
- diploidní Amelanchier ovalis subsp. ovalis s 2n = 34 a
- tetraploidní Amelanchier ovalis subsp. embergeri s 2n =  68.

V České republice se převážně pěstuje pouze nominátní, diploidní poddruh, který mívá oproti tetraploidnímu o poznání menší korunní lístky, kratší květní stopky i drobnější semena.

## Význam
Muchovník oválný je občas, coby okrasný keř, vysazován jako solitéra nebo v živých plotech. Jeho plody, obsahující hodně vitamínu C i B12 a flavonoid antokyan, jsou používané v lidovém léčitelství. Zralé malvice bývají také zpracovávané na želé, džemy, sušené ovoce, cukrovinky a dělá se z nich i víno.